# ルージュ (曲)
「ルージュ」は、ちあきなおみの曲。作詞、作曲は中島みゆきによる。1977年4月10日にシングルが、また同年7月25日には本作をタイトル曲とする同名のアルバムが、いずれも日本コロムビアから発売された。

## 概要
中島みゆきは当時、「時代」「わかれうた」などがヒットし、また研ナオコや桜田淳子などに数多くの楽曲提供をしていた。
一方、ちあきへのニューミュージック系アーティストの楽曲提供は本作が初めてだったが、その後も友川かずきの「夜へ急ぐ人」、河島英五の「あまぐも」といったニューミュージック系の楽曲を、ちあきは次々にシングルとして発売した。
中島がちあきに曲を提供することになったのは、ちあきが研ナオコの曲「あばよ」を好きになって、この曲の作詞・作曲が中島ということで「中島みゆきさんに（自分の）曲を書いていただければなあ」と漠然と思っていたところで、中島も「ちあきさんの曲を書いてみたい」と新聞にコメントを寄せていたことで、いわゆる相思相愛のような経緯があった。

## 収録曲
（全作詞・作曲：中島みゆき、編曲：チト河内）
1. ルージュ
2. 帰っておいで

## カバー
ルージュ
- 中島みゆき（1979年、アルバム『おかえりなさい』収録／セルフカバー）
- 研ナオコ（1984年、アルバム『Again』収録）
- フェイ・ウォン（1992年、アルバム『Coming Home』収録）
  - タイトルを「容易受傷的女人」に変更した上で中国語歌詞でカバーし、アジア圏で大ヒットした。また、本楽曲でその年の香港の音楽賞を総なめにした。
- 鄺美雲（中国語版）「容易受傷的女人（中国語版）」（1993年）（香港）
- 梁雁翎（中国語版）「情長路更長」（1993年）（香港）
- 陳明真（中国語版）「愛到如今」（1993年）（台湾）
- 邰正宵（中国語版）「情人之間的情人」（1993年）（台湾）
- ジェシカ・ジェイ（スペイン語版）「Broken Hearted Woman (1993年)」(シンガポール)
  - en:Tokyo Square「That is Love」(シンガポール)
- ヨンジャ・エヴジミキ（英語版）「「8'15 Vapuru」(1994年)」(トルコ)
- ニュー・クイン（英語版）「Người tình mùa đông(1994年)」(ベトナム)
- 稼木美優（2010年、カバーアルバム『歌姫』収録）
- Aye Chan May「Broken as A Piece」(ミャンマー)
- ドン・ソーンラビアブ「Jeb Gwa Thoe」(タイ)
  - en:Pornpimol Thammasan「Kueab Ja Sai」(タイ)
  - Tao Chernyim「Phu Chai Aok Hak」(タイ)